# Коростынский мир
Коростынский мир, также известен как Коростынский договор — мирный договор, подписанный великим князем московским Иваном III Васильевичем и правительством Новгородской республики в селении Коростынь 11 августа 1471 года, завершивший вторую моско́вско-новгоро́дскую войну. Договор логически продолжил Яжелбицкий мир 1456 года и стал важнейшим шагом на пути к ликвидации вечевой республики.

## События, предшествующие подписанию
- 14 июля 1471 — Сокрушительный разгром новгородского ополчения московским войском в Шелонской битве, определило весь ход дальнейшей компании и, стало по существу крахом всей военной организации феодальной республики
- 24 июля 1471 — Казнь в Руссе посадников, главных военных и политических руководителей Господина Великого Новгорода, — беспрецедентное событие в многовековой истории отношений Новгорода с великими князьями. Впервые с представителями верхушки новгородского боярства поступили не как с привилегированными пленными, подлежащими размену или выкупу, а как с государственными преступниками, изменниками Руси.
- 27 июля 1471 — Победа на Двине, у устья речки Шиленьги, северной московской рати во главе с Василием Федоровичем Образцом над северной ратью князя Василия Васильевича Гребёнки и воеводы Василия Никифоровича. Общая численность новгородских войск достигала, по оценке московского источника, 12 тыс. человек, московских — около 4 тыс.
- Внутреннее положение в самом Новгороде также оказалось критическим. После Шелонской битвы были приняты меры для обороны города: сожжены все близлежащие посады, в том числе монастыри Антоньев, Юрьев, Симеона на Зверинце, Рождественский, а также Городище. Город оказался без продовольственных запасов. Начавшийся голод обострил социальные противоречия. В войне против Новгорода приняли участие жители его же земель, выставившие пешую рать, очевидно составленную из малосостоятельных горожан и жителей сельской местности. Рушилась вся система политического господства над пригородами. В тяжелейший момент испытаний Господин Великий Новгород, столица огромной вечевой республики, оказался в полной изоляции. Таким образом, мирные переговоры в Коростыни начались в условиях полного разгрома феодальной республики: «…а земля их вся пленена и пожжена до моря… изо всех земель их пешею ратью ходили на них… не бывало на них такова воина, как и земля их стала».

## Заключение мира
27 июля великий князь прибывает в Коростынь, куда в тот же день явилась новгородская делегация: наречённый архиепископ Феофил «с посадники и тысяцкими и житьими со всех конец». Предварительно новгородские послы были подвергнуты унизительной процедуре: вначале новгородцы били челом московским боярам, те в свою очередь обратились к братьям Ивана Васильевича, чтобы они упросили самого государя. И только мольбам архиепископа Новгородского Феофила внял Иван Васильевич: начались переговоры о мире. Новгородские делегаты «начата бити челом о своём преступлении, и что руку подняли противу его». Налицо, таким образом, полная капитуляция — сдача на волю победителя. В подтверждение своего челобитья новгородцы обещали выкуп в 16 тыс. рублей — вдвое больше того, который они дали пятнадцать лет назад в Яжелбицах. Великий князь, по рассказу Московской летописи, показал своё «милосердие»: он «повеле престати жещи и пленити и плен… отпустити». Две недели стоял великий князь «на едином месте… а управлял новгородец», и наконец 11 августа «даст им мир… как сам восхоте, а псковичам докончание взял с новгородцы… как псковичи хотели». «Почтив» наречённого владыку Феофила и отпустив его в Новгород, великий князь тут же послал в Новгород боярина Федора Давыдовича Хромого «привести Новгород Великий к целованию от мала же и до велика, сребро на них имати». Война закончилась.

## Содержание договора
Договор, как было заведено, составлялся в двух текстуально не идентичных грамотах: каждая определяла обязательства стороны, от лица которой составлялась. Текст Коростынского договора в своей основной части почти дословно воспроизводит Яжелбицкий договор 1456 г. Новгород сохранил свою «старину», свой политический строй, почти всю территорию республики, отказавшись формально только от Волока и Вологды (давно уже фактически перешедших в руки Москвы); великий князь согласился держать Новгород «в старине, по пошлине, без обиды», вернул перешедшие на его сторону Торжок и Демон, сложив с них крестное целование, и т. п. Вместе с тем, появляются статьи, имеющие существенное значение с конкретно-политической и принципиально-идеологической точек зрения:
- задекларирован политический статус Новгорода как «отчины» великого князя, неотъемлемой части Русской земли и признание «мужами вольными» главенства над собой своей «господы» — великих князей всея Руси;
- отныне новгородская внешняя политика полностью подчинялась воле великого князя;
- великий князь признавался верховным судьёй в делах дотоле вольного города Новгорода: новгородский суд, все судебные инстанции боярской республики ставятся под непосредственный контроль представителей великого князя;
- утверждалась неотделимость новгородской церкви от русской митрополии;
- вечевые грамоты выдавались теперь от имени великого князя и скреплялись его печатью;
- Новгород уступал великому князю часть Двинской земли, где новгородское войско было разбито московским.

## Политическое значение
Коростынский договор 11 августа 1471 г. — важнейший шаг на пути к ликвидации вечевой республики. Несмотря на консервативность своей формы, дословное повторение старых традиционных статей прежних новгородско-княжеских докончаний, он наполнен принципиально новым содержанием. Суть его — полное подчинение феодальной республики во всех важнейших сферах её деятельности контролю великокняжеской власти. Политические институты и традиции Великого Новгорода отныне сохраняют только номинальное, сугубо формальное значение. Утратив по Коростынскому миру Подвинье, Новгород терял возможность дальнейшей экспансии в северо-восточном направлении. Это было сильнейшим ударом по экономической основе могущества новгородской боярской олигархии. Политическое подчинение Новгорода сопровождалось расшатыванием экономической базы его правящей верхушки. Верный своему правилу действовать постепенно, Иван Васильевич не уничтожил самобытности Новгородской земли, а предоставил новгородцам подать ему вскоре повод сделать дальнейший шаг к тому, чего веками добивалась Москва над Великим Новгородом. Ближайшим последствием этой войны было то, что Новгородская земля была так разорена и обезлюдена, как ещё не бывало никогда во время прошлых войн с великими князьями. Этим разорением московский государь обессилил Новгород и на будущее время подготовил себе легкое уничтожение всякой его самобытности и независимости от Москвы.